# Parlamentní volby v Albánii 1991
Parlamentní volby se konaly 31. března 1991. Už v roce 1945 při „demokratických“ volbách získala Demokratická fronta všech 82 křesel. Tyto volby bývají kritizovány z důvodu nástupu komunistů. Občané mohli zvolit pouze frontu nebo nestraníky, tak poslední jistě demokratické volby proběhly před Italskou invazí do Albánie (1939) v roce 1928.

## Volební výsledky
| Strana                          | Počet hlasů | %       | Mandáty |
| ------------------------------- | ----------- | ------- | ------- |
| Partia e Punës e Shqipërisë     | 1 046 120   | 56,2 %  | 169     |
| Demokratická strana Albánie     | 720 948     | 38,7 %  | 75      |
| Demokratická unie řecké menšiny | 13 538      | 0,8 %   | 5       |
| Národní veteránský výbor        | 5 241       | 0,3 %   | 1       |
| celkem                          | 1 949 516   | 100,0 % | 250     |

## Po volbách
Albánie se v tento rok přetvářela na demokratický a kapitalistický stát. Členové parlamentu se nedokázali domlouvat. Nakonec se PPSH v červnu 1991 rozpustila, ale mnoho bývalých členů vstoupilo do nově vzniklé Socialistické strany Albánie, která má sociálně demokratické postoje. V březnu roku 1992 téměř rok po prvních nově-demokratických volbách byly kvůli rozhádanému parlamentu vyhlášeny nové volby. Albánie se od této chvíle stala demokratickou zemí.